# Мананара Нор
Мананара Нор (Mananara Nord) је копнени и морски национални парк на североистоку Мадагаскара. Простире се на 144 хиљаде хектара. Марински део парка је формиран око 3 острва (Носи Антафана, Носи Рангонци и Носи Хели) и има неке од најлепших мадагаскарских коралних гребенова. Постоји 179 врста риба, 16 врста зглавкара и 132 врсте дупљара. У копненом делу парка, од лемура живе индри, ај-ај и ендемични ампунги. Има 1200 врста биљака. Најупадљивије су палме, којих има 47 врста, а од тога су 2 ендемичне.

## Извор
- https://web.archive.org/web/20120612164717/http://www.parcs-madagascar.com/madagascar-national-parks_en.php?Navigation=25